# Syscia volucris
Syscia volucris (лат.) — вид муравьёв рода Syscia из подсемейства Dorylinae (Formicidae). 

## Распространение
Встречаются в Центральной Америке: Гондурас, Коста-Рика, Никарагуа.

## Описание
Мелкие муравьи красно-коричневого цвета (длина около 3 мм). Ширина головы рабочих 0,62—0,76 мм, длина головы 0,78—0,91 мм. Отличаются следующими признаками: субпетиолярный отросток с острым загнутым передним зубцом и меньшим задним зубцом; абдоминальный сегмент AIII сверху трапециевидный, бока выпуклые; AIV сверху с выпуклыми сторонами, передний край не усеченный; у AIII и AIV дорсальный профиль выпуклый; отстоящие волоски длинные. Стебелёк двухчлениковый, но явные перетяжки между следующими абдоминальными сегментами отсутствуют. Проното-мезоплевральный шов развит. Оцеллии отсутствуют, сложные глаза редуцированные. Нижнечелюстные щупики рабочих 2-члениковые, нижнегубные щупики состоят из 2 сегментов. Средние и задние голени с одной гребенчатой шпорой. Обнаружены в подстилочном лесном слое. Вид был впервые описан в 2021 году американским мирмекологом Джоном Лонгино и немецким энтомологом Майклом Бранстеттером.